# Zimányi József (fizikus)
Zimányi József (Budapest, 1931. december 5. – Budapest, 2006. szeptember 26.) Széchenyi-díjas magyar fizikus, a Magyar Tudományos Akadémia rendes tagja. A magyarországi magfizika és nagyenergiájú fizika egyik úttörője, Zimányi Magdolna férje.

## Életrajza
Édesapja főkönyvelő volt. Pestújhelyen, majd a zuglói Bosnyák utcában laktak.
1942-ben vették fel a budapesti Piarista Gimnáziumba, itt érettségizett 1950-ben (akkor már az államosított gimnázium neve Ady Endre Gimnázium). A fizika területére Bay Zoltán 1947-es holdradar-kísérlete vonzotta. Rendszeres KöMaL-megoldó volt, a legjobb helyezettek között volt. Otthon elektronikai bütyköléseket végzett. 1950-ben indult az ELTE fizikus szakját kezdte el, hamar kitűnt felkészültségével és kiváló képességeivel. Ezen az évfolyamon tanultak a magyar magfizika olyan meghatározó személyiségei, mint Németh Judit és Lovas István, akikhez barátság fűzte.
Az ELTE-n élénk szemináriumi élet folyt, amelyen tanárok és hallgatók sokszor közösen dolgozták fel a legfontosabbnak tartott tudományos cikkeket. Professzorként Jánossy Lajos, Novobátzky Károly, Pócza Jenő, fiatal tanársegédként Marx György tanította őket.
1954-ben, az egyetem befejeztével – az akkor az államvizsga előtt szokásos egy év gyakorlatként – az egyetemen szeretett volna maradni, és elméleti fizikával foglalkozni, de a KFKI-ba helyezték, mint kísérleti fizikust. Ő itt a Simonyi Károly vezette Atomfizikai Osztályt választotta. A következő évben itt kapott állást a sikeres diplomázás után. Kezdetben a gerjesztett atommagok spinjét és paritását vizsgálta. A kísérlet mellett az elméletre is nagy hangsúlyt helyezett. Egy Van de Graaff-gyorsító épült a KFKI-ban, mely a 70-es években a legfontosabb kutatóeszközzé vált.
1956-ban röplapokat gyártott és szállított. Több évig nem utazhatott „nyugatra” és nem tölthetett be vezető pozíciót.
A számítástechnika fizikai alkalmazásának ő lett az egyik hazai úttörője. Bencze Gyulával kidolgoztak egy statisztikai módszert, amellyel a közbenső sugárzási folyamatok hatását lehetett kiátlagolni.
1972-ben szerezte meg a fizikai tudományok doktora fokozatot A töltésfüggő kölcsönhatások szerepe a magreakciókban című disszertációjával. 1969-ben kapott engedélyt, hogy ellátogasson a Niels Bohr Intézetbe. Ez az utazás meghatározó volt számára, és visszatérő vendég volt ott. Ott – Koppenhágában – szeretett bele a nehézion-fizikába. 1978-ban publikálták a Bondorf–Garpman–Zimányi-féle hidrodinamikai modellt, amely a nehézion-ütközésekben keletkező tűzgömb időbeli fejlődését írja le. Ezt további komoly eredmények követték.
1986-ban a Brookhavenben működő AGS gyorsító kísérleteit követve kezdte el vizsgálni a kvark–gluon-plazma elméletét. Szorgalmazta a CERN-hez való hivatalos csatlakozásunkat, tudta, hogy ez a magyar kutatók fontos érdeke. A csatlakozás 1992-ben valósult meg. Aktív tagja volt az NA49 kísérletnek. Építési fázisában tagja volt az LHC ALICE-kísérletének is, ennek elindulását nem érte meg. Tagja volt továbbá a Brookhaveni RHIC-gyorsító PHENIX-kísérletének is.

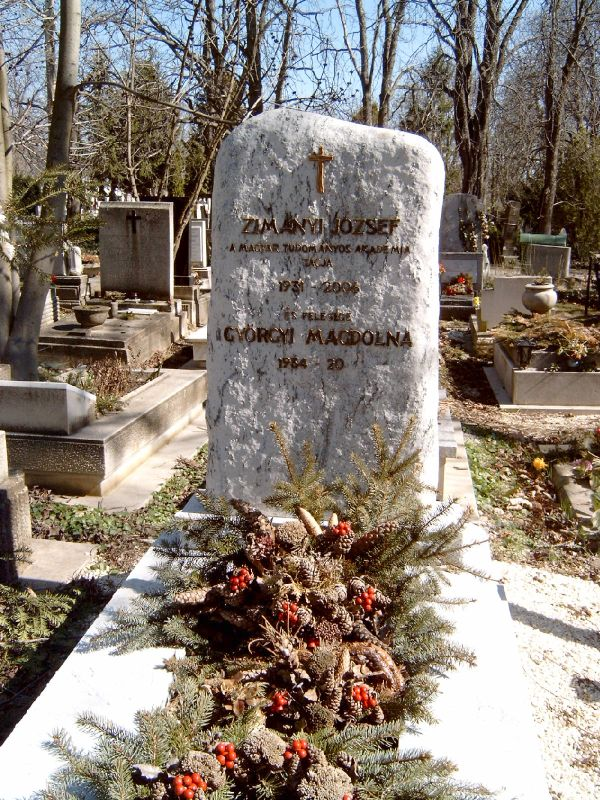
Zimányi József sírja Budapesten. Farkasréti temető: 26/2-5-2.

Ő és a tanítványai eredményeit dicséri, hogy a másfél évente rendezett nemzetközi Quark Matter konferenciát 2005-ben Budapest látta vendégül.
A Magyar Tudományos Akadémia 1990-ben választotta levelező, majd 1995-ben rendes tagjává.
Széles körű tudományos vezetői, tudományszervezői munkát vállalt, aktívan részt vett a hazai és nemzetközi tudományos közéletben. 1973-tól tizenegy éven át vezette a KFKI RMKI Elméleti Osztályát, az intézet Tudományos Tanácsának 1991-től haláláig volt elnöke. A nemzetközi kapcsolatok kiszélesítésén munkálkodó Nemzetközi
Fizikus Műhelynek (NEFIM) 1984-85 között társelnöke, 1989-92 között ügyvezető elnöke. Fontos szerepe volt az OTKA felépítésének és működésének kialakításában, 1991-1998 között elnöke volt az OTKA Élettelen Természettudományi Szakkollégiumának. 1998-ban megkapta az OTKA Ipolyi Arnold tudományfejlesztési díját. Sokat tett azért, hogy Magyarország 1992-ben tagjává váljék az európai nagyenergiás kutatóközpontnak, a CERN-nek. Magyarország tudományos képviselőjeként évekig részt vett a CERN Council munkájában, tagja volt a Magyar CERN Bizottságnak. Meghívott vendége volt a Nuclear Physics European Collaboration Committee (NuPECC) üléseinek.
A 2001 óta a KFKI Részecske és Magfizikai Kutató Intézetében megrendezett iskolát a tiszteletére nevezték el Zimányi József Nemzetközi Téli Iskolának.
2011-ben a KFKI Részecske és Magfizikai Kutató Intézete  (2012. jan. 1. óta MTA Wigner Fizikai Kutatóközpont) Zimányi József tudományos hatásának és hagyatékának megőrzése, valamint személyének a fiatal fizikus nemzedékek számára példának állítása szándékával megalapította a Zimányi Medal-t. Az érem odaítélésével egy-egy alkalommal olyan 40 évnél fiatalabb elméleti fizikus kitüntetésére kerül sor, aki jelentős nemzetközi visszhangot és elismerést kiváltó eredményeket ért el az elméleti nagyenergiás magfizikában. A Medál odaítéléséről egy nemzetközi bizottság dönt, amelyet Gyulassy Miklós, a Columbia Egyetem (New York) professzora, az MTA külső tagja, a Wigner Fizikai Kutatóközpont tudományos tanácsadója vezet. Az érmet Varga Imre szobrászművész készítette.
Az éremmel együtt a díjazottnak egy, a Zimányi József Fizikus Alapítvány által adományozott pénzdíj is átadásra kerül.

## Kitüntetései, díjai
- Bródy Imre-díj (1962)
- Akadémiai Díj (1981)
- A Magyar Köztársasági Érdemrend tisztikeresztje (1992)
- OTKA Ipolyi Arnold díj (1998)
- Széchenyi-díj (2000)